# Michaił Słoń
Michaił Warnajewicz Słoń (ros. Михаил Варнаевич Слонь, ur. 1906 we wsi Demydiwka w guberni połtawskiej, zm. 19 kwietnia 1955 w Kijowie) – radziecki polityk, zastępca ministra bezpieczeństwa państwowego Ukraińskiej SRR (1951–1953).

## Życiorys
Ukrainiec, od września 1923 do lutego 1924 w Armii Czerwonej, od grudnia 1925 do grudnia 1930 przewodniczący komitetu związków zawodowych, sekretarz komórki KP(b)U (od 1926 w WKP(b)), zastępca dyrektora i dyrektor fabryki obuwia w Krzemieńczuku. Od grudnia 1930 do października 1931 sekretarz komórki KP(b)U w fabryce w Krzemieńczuku, od października 1931 do czerwca 1932 kierownik wydziału organizacyjno-instruktorskiego rejonowego komitetu KP(b)U w obwodzie charkowskim, od lipca 1932 do stycznia 1935 I sekretarz nowowodołazkiego rejonowego komitetu KP(b)U w obwodzie charkowskim, od lutego do listopada 1935 I sekretarz wołczańskiego rejonowego komitetu KP(b)U. Od listopada 1935 do marca 1937 słuchacz wyższych kursów marksizmu-leninizmu przy KC KP(b)U, od kwietnia do lipca 1937 II sekretarz, a od lipca 1937 do maja 1939 I sekretarz sachnowszczyńskiego rejonowego komitetu KP(b)U. Od maja do listopada 1939 kierownik wydziału organizacyjno-instruktorskiego Komitetu Obwodowego KP(b)U w Charkowie, we wrześniu-październiku 1939 przewodniczący Tymczasowego Zarządu Powiatu Podhajeckiego, od 27 listopada 1939 do lutego 1940 II sekretarz Komitetu Obwodowego KP(b)U w Tarnopolu, od lutego 1940 do lipca 1941 przewodniczący Komitetu Wykonawczego Tarnopolskiej Rady Obwodowej, od lipca 1941 do kwietnia 1942 pełnomocnik KC KP(b)U i Rady Komisarzy Ludowych Ukraińskiej SRR ds. budowy obronnej Frontu Południowo-Zachodniego. Od kwietnia do lipca 1942 komisarz wojskowy 23. zarządu budownictwa obronnego Ludowego Komisariatu Obrony ZSRR Frontu Południowo-Zachodniego, od 5 lipca 1942 do 6 listopada 1943 członek Rady Wojskowej 9 Armii w stopniu pułkownika, od 27 grudnia 1943 do 30 stycznia 1944 członek Rady Wojskowej 18 Armii 1 Frontu Ukraińskiego, w lutym-marcu 1944 I sekretarz Wołyńskiego Komitetu Obwodowego KP(b)U. Od kwietnia 1944 do stycznia 1949 I sekretarz Komitetu Obwodowego KP(b)U w Stanisławowie, od stycznia 1949 do stycznia 1950 słuchacz kursów przy KC WKP(b), od stycznia 1950 do 18 września 1951 ponownie I sekretarz Komitetu Obwodowego KP(b)U w Stanisławowie. Od 14 września 1951 do 16 marca 1953 zastępca ministra bezpieczeństwa państwowego Ukraińskiej SRR, od 27 września 1952 do śmierci członek Komisji Rewizyjnej KP(b)U/KPU, od kwietnia do lipca 1953 inspektor KC KPU, od 25 września 1953 do 15 czerwca 1954 I zastępca ministra spraw wewnętrznych Ukraińskiej SRR, od 15 czerwca 1954 do śmierci I zastępca przewodniczącego KGB przy Radzie Ministrów Ukraińskiej SRR. Deputowany do Rady Najwyższej ZSRR od 2 do 4 kadencji.

## Odznaczenia
- Order Lenina (23 stycznia 1948)
- Order Czerwonego Sztandaru (1 kwietnia 1943)
- Order Wojny Ojczyźnianej I klasy (dwukrotnie – 25 października 1943 i 1 lutego 1945)
- Order Czerwonej Gwiazdy (13 grudnia 1942)

I 3 medale.